# Thallumetus octomaculellus
Thallumetus octomaculellus là một loài nhện trong họ Dictynidae.
Loài này thuộc chi Thallumetus. Thallumetus octomaculellus được Willis J. Gertsch & Michael Davis miêu tả năm 1937.